# المنتال
اِلِمِنتال (به انگلیسی: Elemental) (از ترجمه‌ها: بنیادین) یک پویانمایی رایانه‌ای کمدی-درام عاشقانه محصول ۲۰۲۳ در آمریکا است که توسط والت دیزنی پیکچرز و استودیوی انیمیشن پیکسار تولید و توسط استودیو سینمایی والت دیزنی توزیع شده است. این فیلم به کارگردانی پیتر سون و تهیه‌کنندگی دنیز ریم می‌باشد و توسط پیتر سون، جان هوبرگ، کت لیکل و براندا هسوئه نوشته شده است و پیت داکتر تهیه‌کنندگی اجرایی آن را برعهده دارد.
در این فیلم شاهد پیوند میان یک عنصر آتش به نام امبر (لیا لوئیس) و یک عنصر آب به نام وید (مامودو اثی) هستیم که برخلاف آنکه نمی‌توانند یکدیگر را لمس کنند اما علاقه و کشش متقابل و وجوه اشتراک فراوانی با هم دارند. لیا لوئیس، مامودو اثی، رونی دل کارمن، شیلا ووسوگ، وندی مک‌لندن کاوی و کاترین اوهارا صداپیشگی این فیلم را برعهده دارند. داستان آن در دنیایی می‌گذرد که عناصر انسان‌ساز طبیعت زندگی می‌کنند، داستان آن دربارهٔ عنصر آتش، امبر لومن (لوئیس) و عنصر آب، وید ریپل (اثی) است که پس از احضار وید به‌دلیل تصادف لوله‌کشی در فروشگاهی که متعلق به پدر امبر، برنی (دل کارمن) است، با یکدیگر آشنا شده و عاشق می‌شوند.
این اثر سینمایی با الهام از دوران جوانی و نوجوانی کارگردان آن، پیتر سون، ساخته شده است. او که از فرزندان مهاجران شهر نیویورک است در دهه ۱۹۷۰ در همان شهر پرورش یافت؛ درست در زمانی که تفاوت‌های فرهنگی و قومی متمایزی در آن موج می‌زد.
این انیمیشن در تاریخ ۱۶ ژوئن ۲۰۲۳ در ایالات متحده اکران گردید.

## خلاصه داستان
در شهری که ساکنانش، آتش، آب، خاک و هوا در کنار هم زندگی می‌کنند؛ یک زن جوان آتشین و یک مرد شوخ و شنگول و «همراه با جریان»، در شرف کشف یک چیز اساسی هستند؛ این که چقدر با هم اشتراک دارند.— استودیو انیمیشن پیکسار

## صداگذاری
- لیا لوئیس در نقش امبر، یک عنصر آتش و به عنوان «یک زن جوان، سخت، سریع و آتشین» توصیف می‌شود.
- مامودو اثی در نقش وید، یک عنصر آب و به عنوان «مردی شوخ، شنگول، احساساتی، و همراه جریان» توصیف می‌شود.

## تولید
در ۱۶ مه سال ۲۰۲۲ پیکسار فیلم جدیدی را با موضوع اصلی شخصیت‌های انسان‌گونه عناصر پایه و کلاسیک آتش، آب، خاک، و هوا معرفی کرد که کارگردانی آن را پیتر سون و تهیه‌کنندگی آن را دنیس ریم بر عهده داشت.
به گفته سون، ایده فیلم از تجربیات او به عنوان پسر مهاجران حاضر در شهر نیویورک در دهه ۱۹۷۰ الهام گرفته شده است. وی اظهار داشت: پدر و مادرم در اوایل دهه ۱۹۷۰ از کره مهاجرت کردند و یک خواربار فروشی شلوغ در برانکس ساختند. او همچنین اظهار داشت: «ما در میان گروه عظیمی از خانواده‌هایی بودیم که با هزاران امید و آرزو به سرزمینی جدید رفتیم - همه ما در یک سالاد بزرگ از فرهنگ‌ها، زبان‌ها و محله‌های زیبای کوچک ترکیب می‌شدیم. این چیزی بود که من را به ساختن «المنتال» سوق داد».
سون و ریم پس از آنکه قبلاً در دایناسور خوب با هم کار کرده بودند، دوباره با هم همراه شده و این بار برندا هسوئه، مشاور خلاق انیمیشن قرمز شدن نیز به عنوان نگارنده فیلمنامه همراه آنان است.
در مصاحبه‌ای با هالیوود ریپورتر، سون می‌گوید که دوره هفت ساله ساخت فیلم ارتباط تنگاتنگی با رابطه او با خانواده‌اش دارد، زمانی که این ایده برای اولین بار پس از اکران دایناسور خوب در سال ۲۰۱۵ آغاز شد. وی تصریح کرد: من در مورد زایش و خلق شخصیت‌ها و داستان کاملاً احساساتی هستم. وی همچنین اظهار داشت: این فیلم دربارهٔ تشکر از پدر و مادر و درک فداکاری‌های آنهاست. پدر و مادر من هر دو در طول ساخت این اثر فوت کردند و از این جهت برای من دارای بار احساسی بسیاری است و من هنوز در حال درک و کنار آمدن با آن هستم.

## شعر مرتبط از میان بزرگان ادبیات پارسی
آب آتش‌فروزِ عشق آمد
 
آتش آب‌سوزِ عشق آمد